# Некросадизм
Некросадизм, або некрофільний садизм, або садистична некрофілія — прагнення до осквернення трупа і нарузі над ним (частіше у формі відрізання молочних залоз, вирізання статевих органів). Некросадизм іноді поєднується з попередніми вбивством жертви, або одержання сексуального задоволення пов'язане саме з самим процесом вбивства.
Згідно психологічного портрета, написаного психіатром А. О. Бухановським, серійний вбивця Андрій Чикатило був некросадистом.
Крайня форма некросадизму — бертранізм.

## Бертранізм
Бертранізм названий на прізвище некросадиста Сержанта Бертрана. Полягає в статевому потягу до трупів людей і тварин будь-яких статей і в прагненні при цьому катувати їх, рубати, розчленовувати. Випадок сержанта Бертрана описаний Ріхардом Крафт-Ебінгом у книзі «Статева психопатія». Сержант Бертран викопував трупи і робив з ними статевий акт, при цьому потрошачи їх. Подібні дії він робив із людськими трупами обох статей. Бертран заявляв, що головним був не статевий зв'язок з трупом, а саме його розчленування:
«У липні 1848 року він випадково здобув труп 16-річної дівчини. Тут вперше його охопило пристрасне бажання здійснити злягання з трупом. "Я вкрив його поцілунками і шалено притискав його до серця. Все, що можна випробувати при зносинах із живою жінкою, ніщо в порівнянні з отриманою мною насолодою. Через ¼ години після цього я зазвичай розсік тіло на шматки, вийняв нутрощі, а потім знову закопав труп"».